# Gare de Momignies
La gare de Momignies est une ancienne gare ferroviaire belge de la ligne 156, de Hastière à Anor située sur le territoire de la commune de Momignies, en région wallonne dans la province de Hainaut.
Elle est mise en service en 1858 par la Compagnie de Chimay. Les trains de voyageurs sont supprimés en 1953 ; la ligne vers Mariembourg est mise hors-service en 1999 à l'exception de la section aboutissant 1,5 km à l'est de Momignies, utilisée jusqu'en 2011 par les marchandises.

## Situation ferroviaire
La gare de Momignies était établie au point kilométrique (PK) 55,0 de la ligne 156, de Hermeton-sur-Meuse (Hastière) à Anor (France), via Mariembourg et Chimay entre la halte de Macon et la gare d'Anor, située en France.

## Histoire
La Société anonyme du chemin de fer de Mariembourg à Chimay (Compagnie de Chimay) est constituée en 1856 après avoir obtenu une concession ferroviaire pour un chemin de fer reliant ces deux villes. Cette ligne voulue pour des intérêts locaux est rapidement repensée pour se prolonger jusqu'en France, la Compagnie des chemins de fer des Ardennes ayant souscrit à 45% du capital de la société. Un autre exploitant français, la Compagnie des chemins de fer du Nord, reçoit en 1857 la concession d'une ligne de Paris à Soissons avec, à titre éventuel, une ligne de Soissons à la frontière belge, près d'Anor.
La section de Chimay à Momignies est livrée à l'exploitation le 8 novembre 1859. En 1862, une deuxième concession est accordée pour relier Mariembourg à la vallée de la Meuse, entre Hastière et Givet, ville française desservie par le chemin de fer des Ardennes. La construction de ce prolongement est achevée en 1866 mais Momignies reste une gare en impasse. Pendant ce délai, les Chemins de fer du Nord ont relié Paris à Soissons (en 1862) puis à Laon (1866). De grands espoirs sont nourris à propos du rôle international de la ligne, insérée dans l'itinéraire de Paris à Namur via Momignies et Hastière, avec des trains de voyageurs ou de marchandises vers l'Allemagne ou venant du bassin sidérurgique liégeois.
Il faut attendre le 15 mars 1868 pour que soit réalisée la section transfrontalière de Momignies à Anor. Anor devra attendre un an de plus pour être relié au reste du réseau français. Le contexte tendu qui mènera à la Guerre franco-prussienne de 1870 conduit toutefois à une suspension des trains internationaux et retarde l'achèvement de la ligne vers Soissons (entre Vervins et Hirson). Le trafic international régulier débute finalement en 1871[réf. nécessaire].
La Compagnie du Nord - Belge, exploitant la ligne Givet - Namur - Liège et filiale des Chemins de fer du Nord tente à plusieurs reprises de racheter la Compagnie de Chimay mais se heurte à un refus du gouvernement belge. Elle conclura malgré tout un accord avec la Compagnie de Chimay, obtenant des tarifs préférentiels et fournissant des locomotives à ce réseau. Le trafic n'atteignant jamais les proportions escomptées, la ligne connaîtra surtout un trafic marchandises local et il n'y aura que des trains de voyageurs omnibus.
Le 30 août 1942, un train de soldats canadiens faits prisonniers par les Allemands lors du raid de Dieppe s'immobilise unité 10 heures durant en gare de Momignies. Les 1 500 prisonniers, entassés dans 30 wagons sans eau ni nourriture doivent endurer un soleil de plomb. Après des négociations insistantes, la population locale est autorisée à transporter de l'eau et de la nourriture aux soldats enfermés, dont le train repart finalement vers les camps de prisonniers,. Une stèle commémorative et un ancien wagon couvert rappellent ce tragique épisode.
La Compagnie de Chimay est nationalisée lorsque sa concession expire en 1948, huit ans après le Nord - Belge. La SNCB assure les trains de voyageurs en autorail mais décide de leur suppression entre Chimay et Momignies dès le 15 novembre 1953 ; les trains vers Anor ont également disparu[Quand ?] tandis que toute la ligne à l'est de Mariembourg est abandonnée en 1954.
Une desserte marchandises entre Mariembourg et Momignies se poursuit jusqu'en 1984, date à laquelle la section de Chimay à Momignies perd également ses trains de marchandises. La société coopérative TEMCA (Transports de l'Entre Sambre et Meuse, de Chimay et des Ardennes) reprendra l'exploitation sur toute la section Mariembourg - Momignies à partir de 1987.
Le Chemin de fer à vapeur des trois vallées (CFV3V) crée également la même année une desserte voyageurs touristique en plus de sa participation dans la TEMCA. L'absence de point de retournement à Momignies fait que seuls des autorails anciens roulent entre Chimay et Momignies. Le délabrement de la voie et des difficultés financières poussent finalement à abandonner la desserte de la ligne 156 entre Mariembourg et Momignies.
La gare de Momignies continue néanmoins à voir passer des trains, la carrière CCM de Wallers-en-Fagne expédiant par camion sa production de pierre calcaire jusqu'à un embarcadère situé dans la forêt entre les gares de Momignies et Macon. En 2011, un embranchement du côté français de la frontière, est construit pour amener les trains directement à la carrière. Le dernier vestige de la ligne 156 est donc fermé à son tour et le chemin RAVeL est prolongé jusqu'à la gare, se terminant à la route du Trieu Bayard.

## Patrimoine ferroviaire
Les parties en brique du bâtiment des voyageurs sont réhabilitées en logements. L'un des bâtiments accueillant une crèche.
À l'origine, il présentait un aspect fort atypique avec un bâtiment en bois au centre flanqué par deux larges corps de logis à deux étages. Dans la partie en bois se trouvait la salle d'attente, le guichet des voyageurs ainsi qu'un poste de douane pour le contrôle des passeports. Cette aile de neuf travées avec deux pignons transversaux par face a été détruite[Quand ?] et remplacée par une extension de la place de la gare faisant face au monument commémorant le convoi de prisonniers canadiens de 1942.
La grande halle aux marchandises, à gauche de la gare, a également disparu. Une annexe datant du XXe siècle existe toujours à droite du bâtiment réaffecté en crèche.